# Elizabeth Cotten
Elizabeth "Libba" Cotten, nacida Elizabeth Neville, (Chapel Hill, 5 de enero de 1893 - 29 de junio de 1987) fue una cantante, guitarrista y compositora estadounidense de música folk y blues. Desarrolló una peculiar técnica de tocar la guitarra que es conocida como el "Cotten picking", en honor a su nombre.

## Biografía
Elizabeth Nevills nació en 1893 en Chapel Hill (Carolina del Norte) en el seno de una familia con aficiones musicales y profundas convicciones religiosas. Fue la pequeña de cinco hermanos. Con siete años comenzó a tocar el banjo de su hermano. Elizabeth era zurda, así que tocaba el instrumento al revés y con las cuerdas encordadas para diestros, tocando la melodía con el pulgar y utilizando el resto de dedos para el acompañamiento de bajos. Con once años comenzó a trabajar en el servicio doméstico y pudo comprarse su propia guitarra.
A los 17 años contrae matrimonio con Frank Cotten, la pareja tuvo una hija, Lillie. Durante años estuvieron viviendo en diferentes ciudades hasta que finalmente decidieron instalarse en Washington D. C., donde Elizabeth Cotten llevó una vida normal, tocando la guitarra ocasionalmente en la iglesia o en casa. Su vida dio un giro radical debido a un hecho fortuito. A mediados de los años 50, Cotten se encontraba trabajando en los grandes almacenes Landsburgh’s de Washington cuando encontró a una niña perdida a la que ayudó a encontrar a su madre, que resultó ser la musicóloga Ruth Crawford Seeger quien le ofreció trabajo como niñera de sus hijos.
Trabajando para los Seeger, Elizabeth Cotten rescató su vieja guitarra y comenzó a tocarles canciones a los niños. Su peculiar estilo llamó la atención de la familia, especialmente de Mike Seeger, uno de los hijos que, grabadora en mano, registró algunos de los temas que en 1958 fueron publicados en un álbum titulado Folksongs and Instrumentals with Guitar. El tema "Freight Train" compuesto por la propia Cotten en 1904 cuando a penas contaba con 11 años tuvo una enorme repercusión, siendo versioneado posteriormente por artistas como Peter, Paul and Mary, Jerry Garcia, Bob Dylan, Joan Baez, Devendra Banhart, Laura Gibson, Laura Veirs, His Name Is Alive, Doc Watson, Taj Mahal y Geoff Farina. Tras la publicación del álbum comenzó a realizar actuaciones, acompañada por Mike Seeger, la primera de las cuales tuvo lugar en 1960 en el Swarthmore College.
Durante los años 60, Cotten realizó conciertos junto a grandes figuras del blues y de la música folk como Mississippi John Hurt, John Lee Hooker y Muddy Waters y participó en importantes festivales como el Newport Folk Festival y el Smithsonian Festival of American Folklife. El interés por sus canciones la animó a escribir nuevo material que publicó en 1967 acompañada por su nieto Shake Sugaree.
Cotten se compró una casa y se mudó a Siracusa (Nueva York) junto a su hija y su nieto, donde continuó actuando y realizando grabaciones hasta bien cumplidos los 80 años. 

## Reconocimientos
En 1984 recibió un Premio Grammy por el álbum Elizabeth Cotten Live. 
En 1989 fue una de las 75 mujeres afroamericanas incluidas en el foto documental, I Dream a World.

## Defunción
Falleció en junio de 1987 a la edad de 94 años. 

## Discografía

### LP[5]
- Folksongs and Instrumentals with Guitar (conocido también como Negro Folk Songs and Tunes), Folkways Records (FG 3526), 1958
- Vol. 2: Shake Sugaree, Folkways Records (FTS 31003), 1967
- Vol. 3: When I'm Gone, Folkways Records (FA 3537), 1979

### CD
- Freight Train and Other North Carolina Folk Songs and Tunes, Smithsonian Folkways, 1958 (también conocido como Folksongs and Instrumentals with Guitar)
- Shake Sugaree, Smithsonian Folkways
- Live!, Arhoolie Records
- Vol. 3: When I'm Gone, Folkways Records

### Colecciones especiales
- "Mike Seeger Collection Inventory (#20009)" Southern Folklife Collection, The Wilson Library, Universidad de Carolina del Norte en Chapel Hill.

### Video y DVD
- Masters of the Country Blues: Elizabeth Cotten and Jesse Fuller. Yazoo, 1960.
- Elizabeth Cotten with Mike Seeger. Vestapool Productions, 1994.
- Legends of Traditional Fingerstyle Guitar. Cambridge, Mass.: Rounder Records, 1994.
- Mike Seeger and Elizabeth Cotten. Sparta, N.J.: Stefan Grossman's Guitar Workshop, 1991.
- Jesse Fuller and Elizabeth Cotten. Newton, N.J.: Yazoo Video, 1992.
- Me and Stella: A Film about Elizabeth Cotten. New Brunswick, N.J.: Phoenix Films and Video, 1976.
- John Fahey, Elizabeth Cotten: Rare Performances and Interviews. Vestapool Productions, 1969, 1994.
- Rainbow Quest with Pete Seeger. Judy Collins and Elizabeth Cotten. Shanachie Entertainment, 2005.
- Libba Cotten, an interview and presentation ceremony. Schomburg Center for Research in Black Culture, 1985.
- Homemade American Music. Aginsky Productions, 1980.
- Elizabeth Cotten in Concert, 1969, 1978, and 1980. Vetstapool Productions, 1969, 2003.
- The Guitar of Elizabeth Cotten. Sparta, N.J.: Stefan Grossman's Guitar Workshop, 2002.
- The Downhome Blues. Los Angeles: distributed by Philips Interactive Media, 1994.
- Elizabeth Cotten Portrait Collection. Public Broadcasting System, 1977–1985.